# Josef Musil
Josef Musil (Prága, 1932. július 3. – Prága, 2017. augusztus 26.) olimpiai ezüst- és bronzérmes csehszlovák válogatott cseh röplabdázó.

## Pályafutása
Az 1964-es tokiói olimpián ezüst-, az 1968-as mexikóvárosi olimpián bronzérmes lett a csapattal. 1952 és 1966 között világbajnokságokon két arany és három ezüstérmet szerzett a válogatottal. 1955 és 1967 között az Európa-bajnokságokon két arany- és egy ezüstérmet szerző válogatott tagja volt.

## Sikerei, díjai
- Olimpiai játékok
  - ezüstérmes: 1964, Tokió
  - bronzérmes: 1968, Mexikóváros
- Világbajnokság
  - aranyérmes: 1956, Franciaország, 1966, Csehszlovákia
  - ezüstérmes: 1952, Szovjetunió, 1960, Brazília, 1962, Szovjetunió
- Európa-bajnokság
  - aranyérmes: 1955, Románia, 1958, Csehszlovákia
  - ezüstérmes: 1967, Törökország